# Hans Thoma
Hans Thoma (2 de octubre de 1839 - 7 de noviembre de 1924) fue un pintor alemán.

## Biografía
Nació el 2 de octubre de 1839 en Bernau, Gran Ducado de Baden, en la Selva Negra, Alemania.  Era hijo de un molinero y fue entrenado en los conceptos básicos de la pintura por un pintor de esferas de relojes. Estudió en la Academia de Karlsruhe de 1859 a 1866, donde estudió con Johann Wilhelm Schirmer y Ludwig des Coudres, este último tuvo una gran influencia en su carrera. Thoma también estudió con Hans Gude, pero se rebeló contra el realismo de Gude.
Durante este periodo pasó los veranos cerca de su ciudad natal, Bernau, dibujando y pintando paisajes y retratos de miembros de su familia. En 1866 ingresó en la prestigiosa Akademie de Düsseldorf, donde conoció el arte moderno francés. Dos años más tarde viajó a París, donde conoció a Courbet. En 1870 se trasladó a Múnich, donde compartió estudio con Wilhelm Trübner. Su estilo se vio gradualmente influido por los pintores simbolistas alemanes Arnold Böcklin y Hans von Marées. De 1876 a 1899 Thoma vivió en Fráncfort del Meno, donde entró en contacto con los círculos artísticos de vanguardia, y poco a poco alcanzó el éxito artístico. En 1899 regresó a Karlsruhe como director de la Kunsthalle. Al año siguiente se expuso un grupo de sus cuadros en Múnich, lo que consolidó su reputación, y a partir de entonces expuso con regularidad por toda Alemania. En 1909 se inauguró el Museo Hans-Thoma en la Kunsthalle de Karlsruhe. Murió en Karlsruhe el 7 de noviembre de 1924, a la edad de 85 años.

## Estilo
A pesar de sus estudios con varios maestros, su arte tiene poco en común con las ideas modernas y está formado en parte por sus primeras impresiones de la vida sencilla e idílica de su distrito natal, en parte por su simpatía por los primeros maestros alemanes, en particular con Albrecht Altdorfer y Lucas Cranach el Viejo. En su amor por los detalles de la naturaleza, en su dibujo preciso de contornos y en su predilección por el colorido local, tiene afinidades claras con los prerrafaelitas .  A pesar de ser instruido por numerosos maestros, su arte no presentaba muchas similitudes con las ideas modernas comunes, debido principalmente a su estilo de vida simple que experimentó en su pueblo natal y su simpatía hacia los primeros maestros alemanes, particularmente Altdorfer y Cranach.

## Obras
Muchos de sus trabajos trataban especialmente sobre temáticas de la fe cristiana y varios de ellos actualmente forman parte de dos colecciones privadas que se encuentran en Liverpool. Un retrato del artista, y otros dos trabajos, "The Guardian of the Valley" e "Idilio de primavera", están ubicados en la galería de Dresde; "Eva en el paraíso" y "Valle pacífico" en el museo de Fráncfort del Meno.
Otros trabajos importantes del artista son "Paraíso", "Cristo y Nicodemo", "El Hijo Pródigo", "Huida a Egipto", "Caronte", "Piedad", "Adán y Eva", "Soledad", "Tritones", además de otros paisajes y retratos. También hizo varias litografías y dibujos a pluma, y algunas pinturas murales decorativas, ubicados en un café de Fráncfort del Meno y en la sala de música de la casa de Alfred Pringsheim en Múnich.
Las obras de arte de Thoma fueron favorecidas por los nazis durante el Tercer Reich (1933-1945) y fue incluido entre los pintores oficiales.  Las obras de arte adquiridas para el Führermuseum planeado por Adolf Hitler en Linz incluyeron Badende Jünglinge (Niños bañándose), saqueada del coleccionista judío Adolf Bensinger en 1939,  y Blick auf Mamolsheim, saqueada de los coleccionistas judíos Martin y Florence Flersheim.  Otras obras de arte de Thoma que fueron adquiridas durante la era nazi de coleccionistas judíos incluyen "Atardecer en el lago de Garda", saqueada del coleccionista judío Ottmar Strauss, " Primavera en las montañas / Baile de niños ", vendido bajo coacción en 1938 por Hedwig Ullmann,  Sinnendes Mädchen / Frau mit Schimmel ('Niña pensativa / Mujer con caballo blanco ') (Arte perdido-ID 302432) saqueada del coleccionista de arte judío Smoschewer en 1939  y El Rin en Säckingen en la Selva Negra anteriormente propiedad de Max Emden.  La base de datos de arte perdido alemana enumera varias pinturas de Thoma.

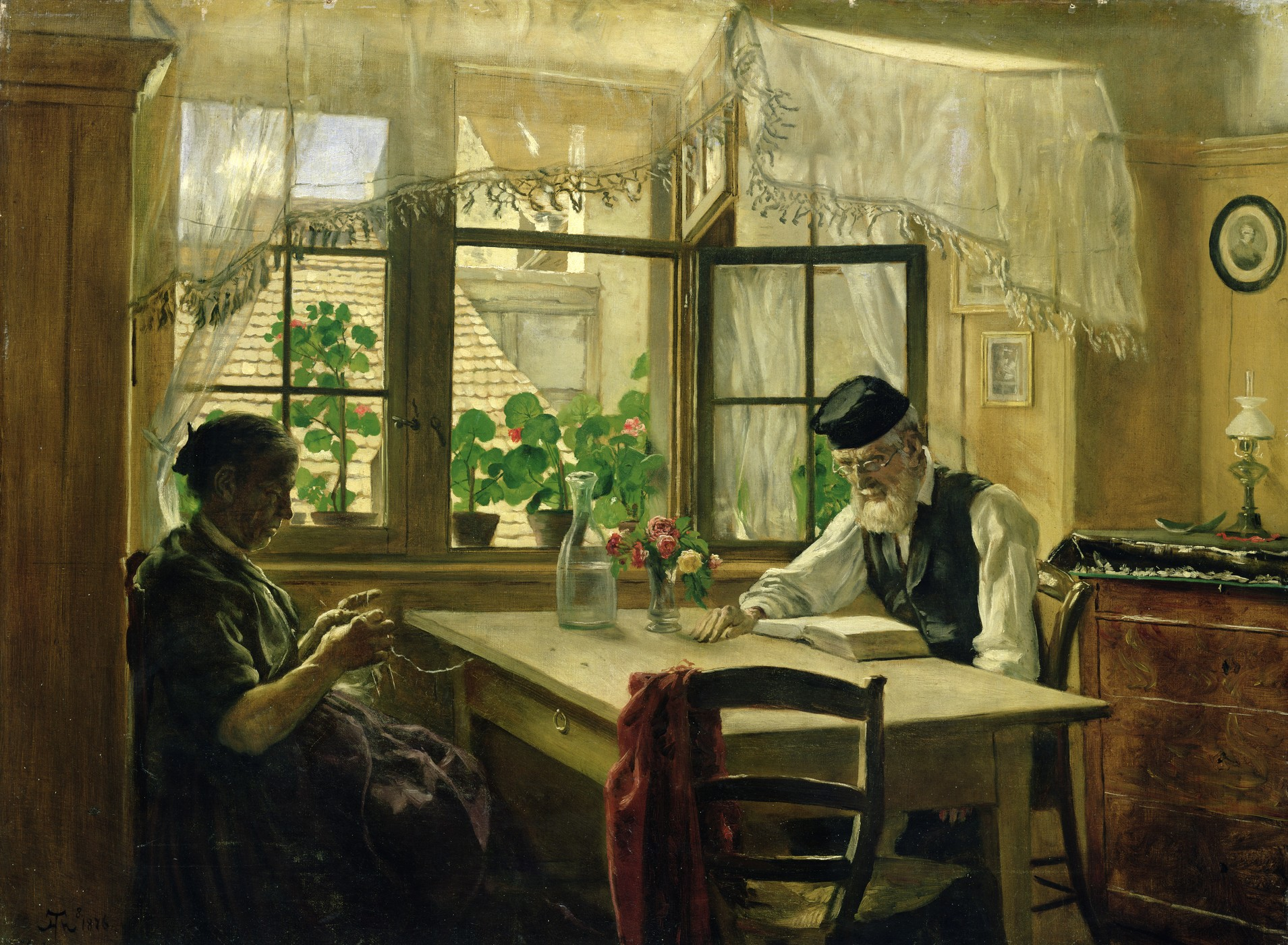
Sunday Peace
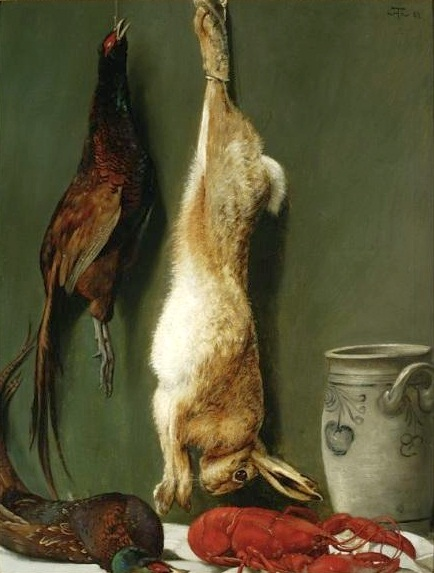
Still life with a hare, pheasants and a lobster
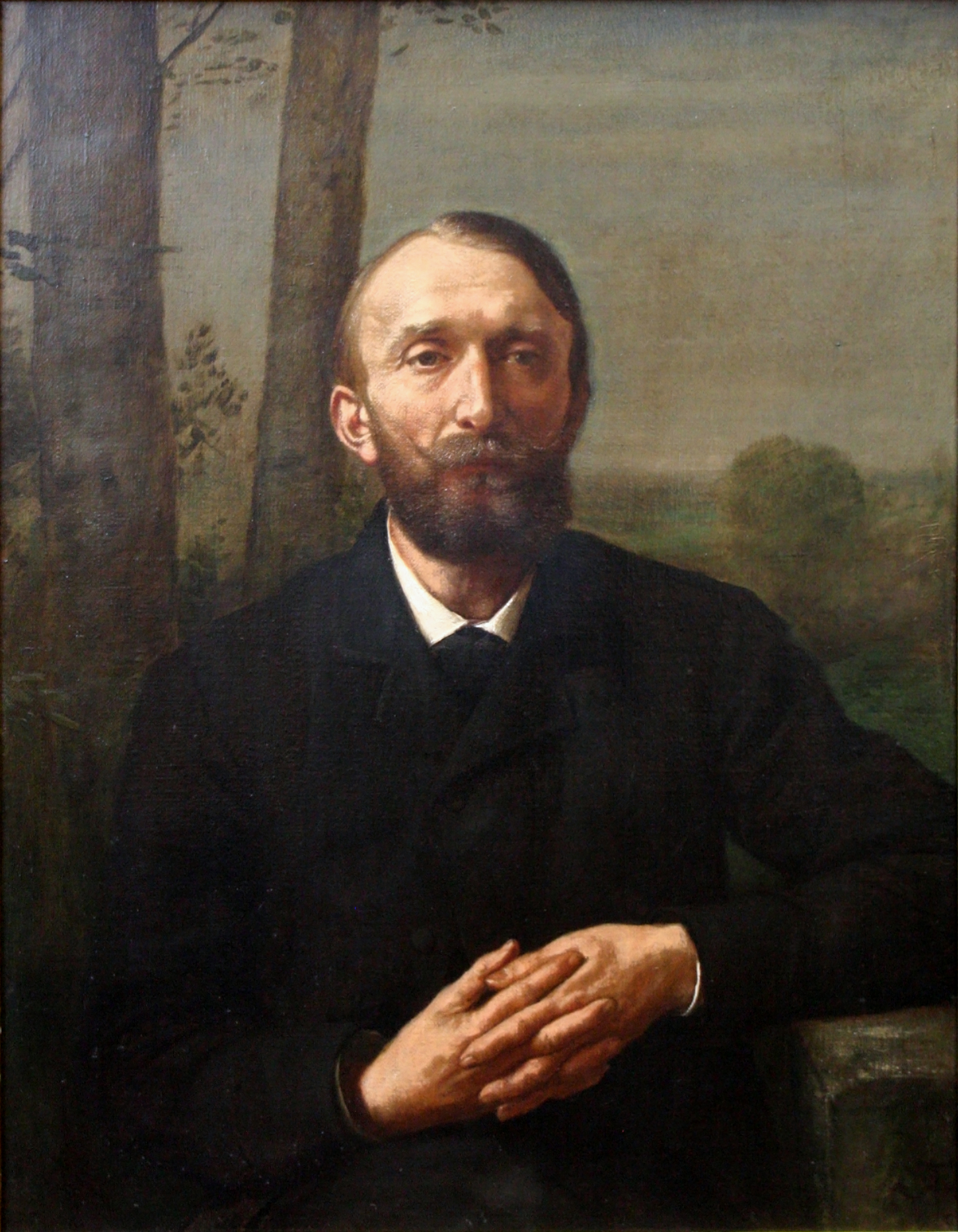
Portrait of Conrad Fiedler
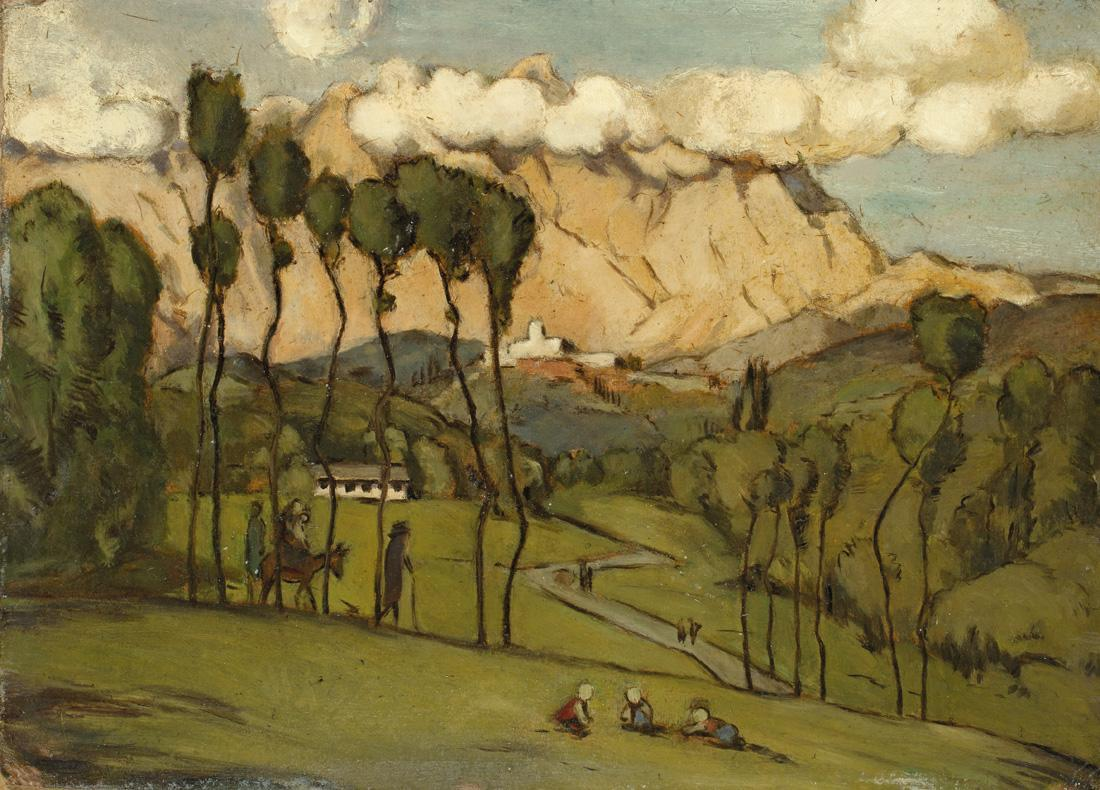
The Mountains of Carrara
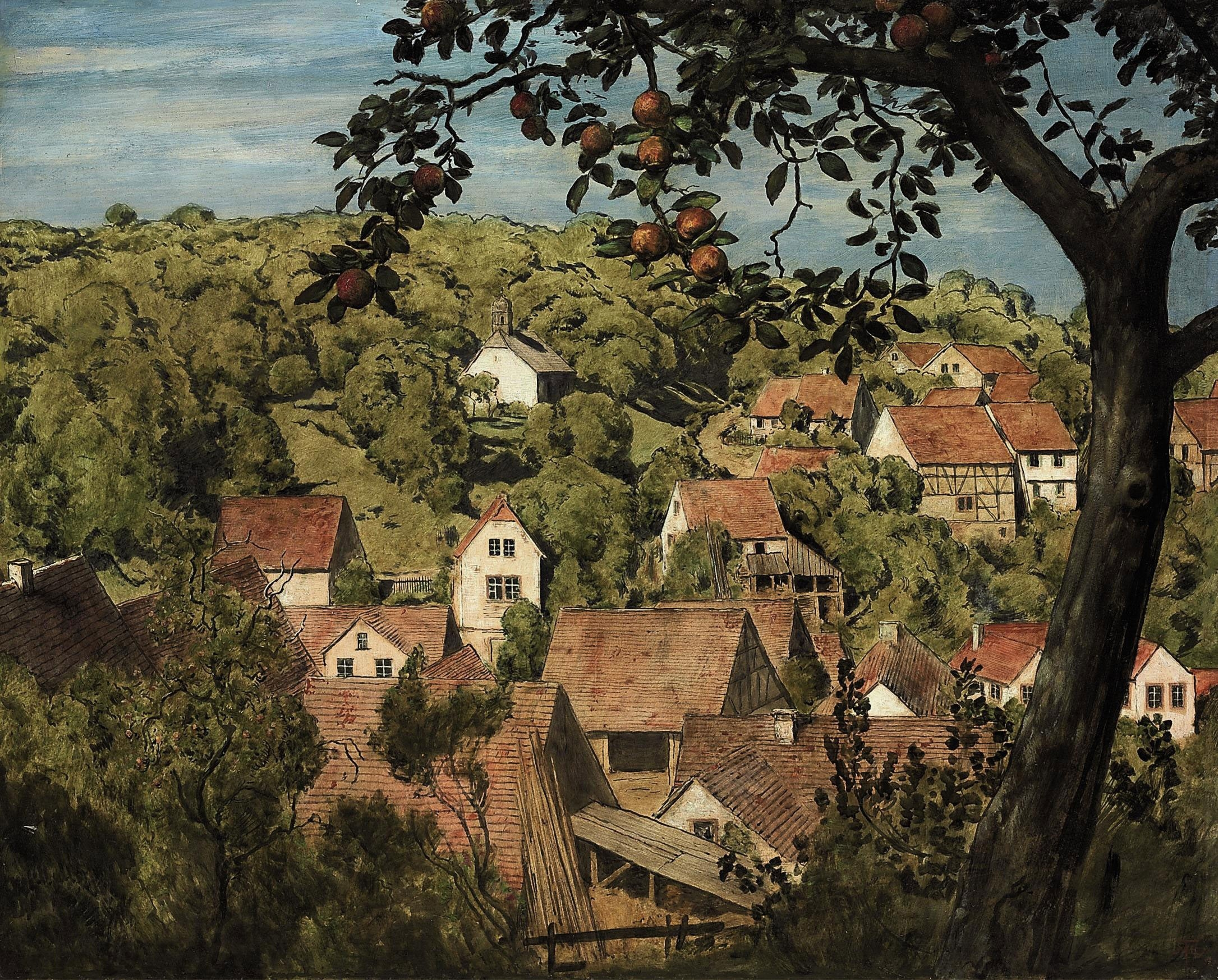
View of Mamolsheim
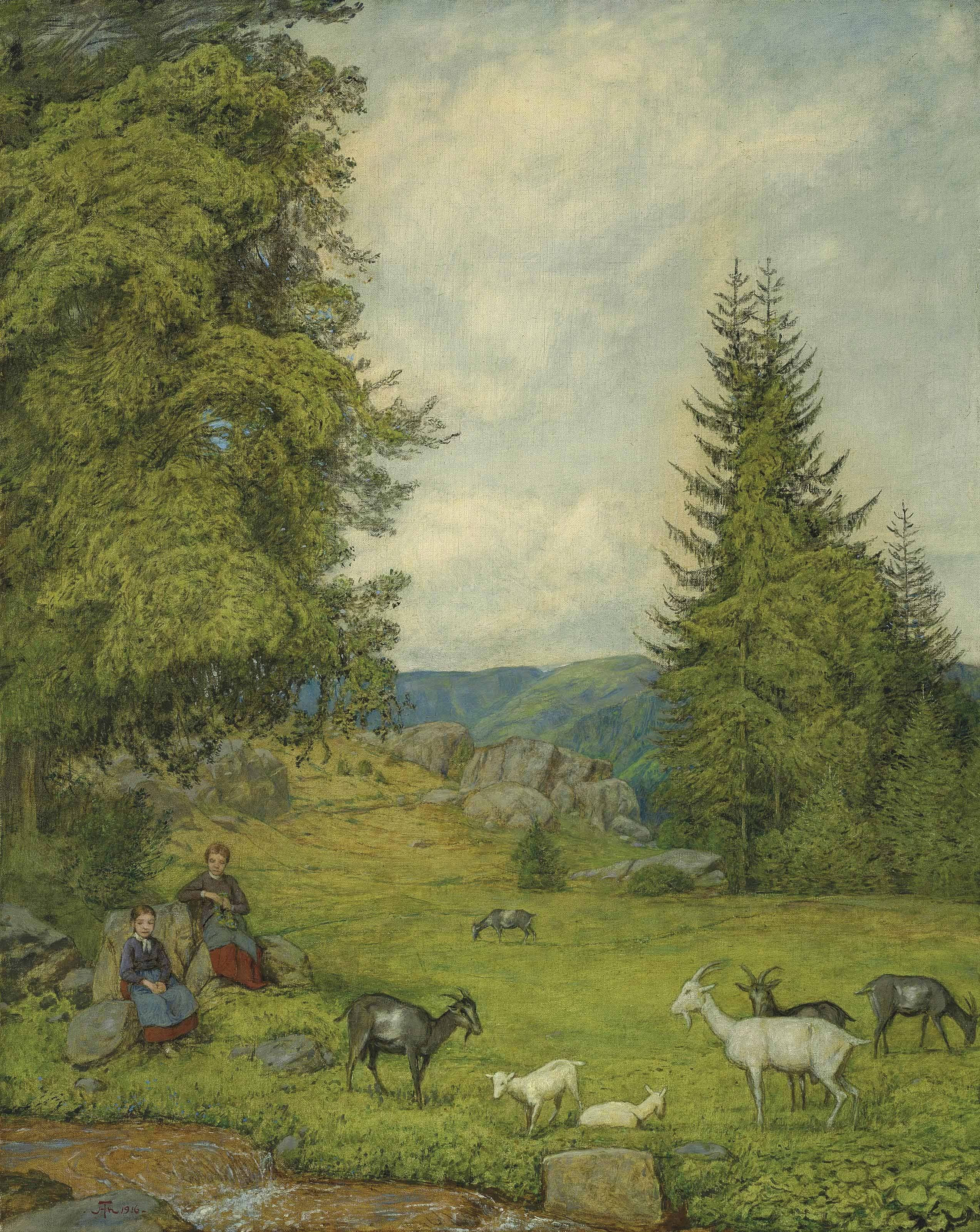
Children with a Herd of Goats
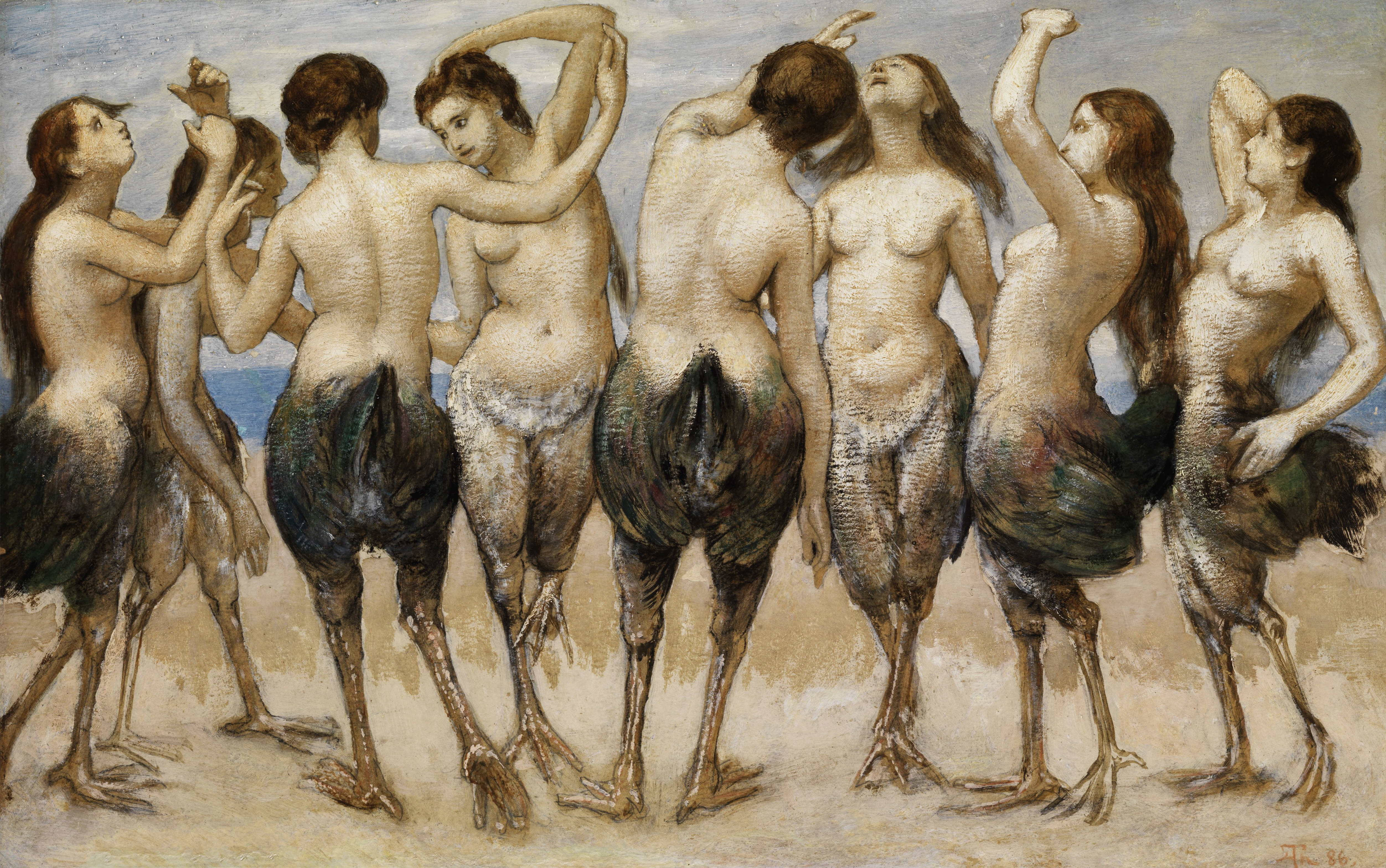
Eight Dancing Maidens in Bird Costumes

## Nota
- Varios autores (1910-1911). «Thoma, Hans».  En Chisholm, Hugh, ed. Encyclopædia Britannica. A Dictionary of Arts, Sciences, Literature, and General information (en inglés) (11.ª edición). Encyclopædia Britannica, Inc.; actualmente en dominio público.